# 小磯陽香
小磯 陽香（こいそ はるか、1998年〈平成10年〉1月6日 - ）は、日本の女優。女性アイドルグループ・paletの元メンバーである。神奈川県出身。愛称は「こはる」。

## 略歴
2015年12月28日、女性アイドルグループ「palet」に加入。同日付で卒業した武田紗季から、担当カラーである水色を引き継いだ。paletは2017年5月からユニット名義を「PALET」に改めるも、加入から2年後の同年12月28日をもって解散となる。
PALET解散後は女優として舞台を中心に活動。プラチナムプロダクション退所後、フリーランスを経て、2021年2月1日、World Codeに所属。
2022年2月4日、芸能とは別の道に挑戦することを理由に芸能界からの引退を発表。

## 人物
- キャッチフレーズは「今日の陽気はー?（小春日和!） 笑顔で春を届けたい! 小磯陽香です。」[動画 1]
- PALETでの担当カラーは水色だったが[3]、自身の好きな色は黄色である[動画 1]。
- 2020年3月に関東学院大学を卒業[9]。保育士・幼稚園教諭の資格を持つ。

## 出演

### 舞台
- アリスインプロジェクト『イマジカル・マテリアル』（2017年3月15日 - 20日、新宿村LIVE）- ララ（加賀美ナギサ） 役[10]
- 劇団ドリームプリンセス
  - 女人劇 贋作『春のめざめ』（2017年10月19日 - 22日、築地本願寺ブディストホール）- リッツ 役[11]
  - 『カーテンコール〜この想い、届け!〜』（2019年3月28日 - 31日、新宿村LIVE）[12]
  - 『スリーアウト!〜ホームラン篇〜』（2019年6月8日 - 19日、新宿村LIVE）[13]
- Dream Lesson〜PUU〜『クリスマスの夜に空では』（2019年12月20日 - 29日、劇場HOPE）- イサラ 役[14]
- Dream Lesson〜2020 in 春〜『サクラ咲く頃に、またふたり…。』（2020年3月3日 - 8日、劇場MOMO）- 塚原あゆみ 役[15]
- READING LIVE DREAM 〜2020 in October〜『描き続ける、白紙の先へ』（2020年10月9日 - 18日、ウッディシアター中目黒）[16]
- 夢と希望のプロジェクト vol.1『寂寞と夕焼け』（2020年11月10日 - 15日、上野ストアハウス）[17]
- 朗読劇『私の道しるべ』
  - project Vol.1（2021年2月6日 - 14日、サンモールスタジオ） - ソラ 役[18]
  - project Vol.2「ジンセイゲーム」（2021年4月10日、シアター風姿花伝） - マスター 役[19]
- 劇団6番シード『ボイルド・シュリンプ&クラブ』（2021年4月29日 - 5月9日、シアターKASSAI）- 北川結以 役[20][21]
- THE☆JACABAL'S『真田黙示録』（2021年9月29日 - 10月3日、両国シアターχ）[22]
- くちなし 第2回公演『なにものか、』（2021年10月27日 - 31日、キーノートシアター） - 小野美咲 役[23]

### オンライン劇
- アイエス・フィールド 朗読劇『Greif3』（2020年7月3日 - 12日）[24]
- アリスインプロジェクト ハリウッドフリンジ演劇祭 (en:Hollywood Fringe Festival) 2021出展『HANABI』（2021年8月22日） - AYAME 役[25]

### 配信
- サイコホラーの館『12人のストーカー』（2021年8月6日 - 、YouTube）[26]

### 映画
- 『カーテンコール 〜curtain call〜』（2019年11月16日、ミカタ・エンタテインメント） - 萌絵 役[27]

### ラジオ番組
- オレたちゴチャ・まぜっ!〜集まれヤンヤン〜（2016年4月 - 2017年4月、MBSラジオ） - ヤンヤンガールズ8期生[注 3]

### MV
- SILENT SIREN「HERO」（2019年）[28]

### CM
- タカラトミー「プリントス」（2017年） - 村上瑠美奈、渡邊真由と共演[29]

### イベント
- 映画『カーテンコール 〜curtain call〜』試写会イベント（2019年9月1日、雷5656会館ときわホール）
- 映画『カーテンコール 〜curtain call〜』舞台挨拶（2019年11月18日、下北沢トリウッド[30]）・トークイベント（11月26日、シネマハウス大塚[31] / 12月15日、シアターセブン・大須シネマ[32]）
- アリスインプロジェクト『アイガク!夏フェス・オンライン2021』「アイガク・バトラーズ」（2021年7月30日 - 8月1日、オンライン（ZAIKO））[33]